# Nigerian National Petroleum Corporation
La Nigerian National Petroleum Corporation (NNPC, Corporación Nacional Nigeriana de Petróleo) es la empresa estatal de petróleo a través de la cual el gobierno federal de Nigeria regula y participa en la industria petrolera del país.

## Historia
La NNPC fue establecida el 1 de abril de 1977 como una fusión de la Corporación Nacional de Petróleo de Nigeria, y el Ministerio Federal de Minería y Energía. La NNPC por ley administra la participación conjunta del gobierno federal nigeriano y un número de corporaciones multinacionales extranjeras, que incluyen la Royal Dutch Shell, ExxonMobil, Agip, Total S.A., y Texaco (ahora fusionada con Chevron). Mediante la colaboración con estas empresas, el gobierno nigeriano lleva a cabo el desarrollo y la exploración de petróleo. El jefe del ala Nigeriana de Transparencia Internacional dice que los salarios de los trabajadores son demasiado bajos para prevenir la corrupción.
A partir de septiembre de 2007, el presidente nigeriano, Umaru Yar'Adua planeo dividir la compañía en cinco nuevas empresas.
Las Torres NNPC en Abuya es la sede de la NNPC. Se compone de cuatro torres idénticas. Se encuentran en Herbert Macaulay Way, Distrito Comercial Central de Abuya. NNPC también tiene oficinas en Lagos, Kaduna, Port Harcourt y Warri. También existe una oficina internacional situada en Londres, Reino Unido.
En mayo del 2009, la NNPC indicó que los disturbios en Delta del Níger, no tuvieron ningún impacto en el negocio a pesar de las luchas entre las fuerzas gubernamentales y rebeldes en esta zona productora de petróleo.

## Premisa legal
Según la Constitución de Nigeria, todos los minerales, gas y petróleo del país son legalmente propiedad del gobierno federal de Nigeria. Como tal, las empresas petroleras que operan en Nigeria aporta una parte correspondiente de sus ingresos al gobierno, que acumula casi el 60% de los ingresos generados por la industria petrolera de esta manera. Los ingresos obtenidos por NNPC acumula el 76% de los ingresos del gobierno federal y el 40% del PIB de todo el país.
La NNPC está encargada de regular y supervisar la industria petrolera, en nombre del Gobierno de Nigeria. En 1988, la empresa se comercializó en 12 unidades estratégicas de negocios, que abarcan todo en el espectro de la industria petrolera: exploración y producción, gas, refinación, distribución, petroquímica, ingeniería e inversiones comerciales. Las filiales son:
- National Petroleum Investment Management Services (NAPIMS)
- Nigerian Petroleum Development Company (NPDC)
- The Nigerian Gas Company (NGC)
- The Products and Pipelines Marketing Company (PPMC)
- Integrated Data Services Limited (IDSL)
- Nigerian LNG limited (NLNG) in joint venture
- National Engineering and Technical Company Limited (NETCO)
- Hydrocarbon Services Nigeria Limited (HYSON)
- Warri Refinery and Petrochemical Co. Limited (WRPC)
- Kaduna Refinery and Petrochemical Co. Limited (KRPC)
- Port Harcourt Refining Co. Limited (PHRC)